# دار الكتب والوثائق الوطنية
دار الكتب والوثائق العراقية وهي أقدم مكتبة عامة في العراق الحديث وكانت تسمى سابقا بالمكتبة الوطنية ومركز الإيداع في العراق. تشكلت في 1987 نتيجة قرار دمج المكتبة الوطنية مع المركز الوطني للوثائق. غالباً ما تضررت نتيجة الحروب والصراعات التي شهدتها البلاد، تعود المكتبة الوطنية السابقة (المكتبة العامة) إلى مكتبة السلام التي افتتحت في 1920.

## وظائف الدار
حسب موقع دار الكتب والوثائق الوطنية في العراق فإن وظائف الدار الحالية:
- تقديم الخدمة المكتبية والوثائقية للباحثين والمطالعين، من خلال المكتبة الوطنية والمركزالوطني للوثائق.
- الحفاظ على الموروث الثقافي العراقي وإحيائه، من خلال حفظ المصنفات الثقافية المختلفة في المكتبة الوطنية، وحفظ وثائق الدولة العراقية في المركز الوطني للوثائق.
- إصدار السلسلة الببليوغرافية الوطنية العراقية بشكل دوري ومنظم.
- تبادل المطبوعات على مستوى عربي وإقليمي ودولي وتطوير العلاقات الثقافية بينها وبين المكتبات الوطنية في العالم.
- توفير واقتناء النتاج الفكري العراقي الذي يصدر خارج العراق لمؤلفين أو مترجمين أو مثقفين عراقيين وكذلك اقتناء المطبوعات التي تخص العراق الصادرة باللغات العالمية لتغدو مجموعات المكتبة متكاملة وشاملة.
- إقامة الدورات التدريبية المتخصصة في المكتبات والفهرسة والتصميم وحفظ الوثائق وتكنولوجيا المعلومات والأرشفة الرقمية.
- إصدار المجلات والنشرات الألكترونية، كمجلة الموروث الثقافية ونشرة روافد ثقافية والسلسلة الببيلوغرافية.[3]
- توفير بيئة قراءة للأطفال بعمر من 4 ـ 17 سنة، في مكتبة الأجيال التي افتتحت سنة 2015،[4] مع الإهتمام بمواهبهم من رسم وفنون أخرى عبر مرسم المكتبة الذي يقدم دورات الرسم والخط للأطفال والشباب ويقيم المعارض الفنية. ومن الفعاليات المهمة للمكتبة حملة (أنا أقرأ) التي أطلقتها بالتعاون مع شبكة الرسامة سماء الأمير ـ الحياة لوحة رسم.[5] تشمل الحملة معرضا ثابتًا يتجدد مرتين سنويًا مع تقديم فعاليات قراءة للأطفال باستمرار.[6]

## مجلة الموروث الثقافية الإلكترونية
```
بدأت دار الكتب والوثائق الوطنية منذ عام 2008 بالاهتمام بموضوعة الإصدارات الثقافية الإلكترونية فأصدرت 
مجلة الموروث
 في موقعها الإلكتروني. وهي 
مجلة
 تهتم بالموروث الثقافي المادي وغير المادي للعراق. تعد أول مجلة إلكترونية رسمية عراقية حيث تأسست في العام 2008،
[
7
]
 المؤسسان هما: المدير العام الأسبق لدار الكتب والوثائق الوطنية الدكتور 
سعد إسكندر
، والكاتبة والصحفية أسماء محمد مصطفى.
[
8
]
```

تعود فكرة إصدار مجلة الموروث إلى الصحفية أسماء محمد مصطفى التي تقدمت بالمشروع الى المدير العام الدكتور سعد إسكندر الذي وافق عليها وهو الذي اختار اسم الموروث للمجلة

تحتفي مجلة الموروث بذكرى تأسيسها يوم 24 يناير من كل عام.
تهدف مجلة الموروث إلى إيصال رسالتها الى جميع الشرائح المختصة وغير المختصة، المثقفة والمتعلمة والبسيطة، للتوعية بأهمية الحفاظ على موروث العراق وذاكرته الثقافية والحضارية التي تمثل هويته الوطنية والإنسانية في مراحل زمنية مختلفة من تاريخ العراق. وهذا من أولويات أهداف دار الكتب والوثائق الوطنية في العراق.

## مواقع خارجية
- الموقع الرسمي لدار الكتب والوثائق